# Coronopus
Coronopus es un género de plantas con flores perteneciente a la familia Brassicaceae. Son nativas de la cuenca mediterránea y en algunas partes de América del Sur, pero algunas especies de malas hierbas se han generalizado e introducido en otras áreas.
Se trata generalmente una planta rastrera con muchos tallos y hojas profundamente lobuladas y flores pequeñas de color blanco o morado que a menudo tienen un olor desagradable.

## Taxonomía
El género fue descrito por Johann Gottfried Zinn y publicado en Catalogus Plantarum Horti Gottingensis 325. 1757.
Etimología
Corónopus: nombre genérico que deriva del griego koronópus, -odos m.; lat. Coronopus, -odis m.; en Dioscórides, una hierba que se extiende por la tierra, de hojas hendidas; puede ser la hierba estrella (Plantago coronopus L. plantaginaceae). En Plinio el Viejo sería una planta espinosa de tallo serpenteante.

## Especies
- Coronopus didymus  (L.) Sm.
- Coronopus navasii  (Pau)
- Coronopus ruellii All.
- Coronopus squamatus Asch.